# Echeta subtruncata
Echeta subtruncata är en fjärilsart som beskrevs av Rothschild 1909. Echeta subtruncata ingår i släktet Echeta och familjen björnspinnare. Inga underarter finns listade i Catalogue of Life.